# Anne Dorothea Castenschiold
Anne Dorothea Agnethe "Pjums" Tesdorpf, gift Castenschiold (født 16. september 1944 i Nykøbing Falster) er en dansk godsejer, kammerdame. I 2006 blev hun udnævnt til hofjægermester.
Hun er datter af Axel Valdemar Tesdorpf til Pandebjerg på Falster og ejede Pandebjerg fra 1964 indtil 2007. 3. marts 1973 i Ønslev Kirke ægtede hun Ivar Castenschiold.